# بي. كي. بيج
بي. كي. بيج (بالإنجليزية: P. K. Page)‏ (23 نوفمبر 1916 في المملكة المتحدة - 14 يناير 2010، فيكتوريا في كندا)؛ رسامة، كاتِبة وشاعرة كندية.